# Sphenodillo
Sphenodillo är ett släkte av kräftdjur. Sphenodillo ingår i familjen Armadillidae.
Kladogram enligt Catalogue of Life:
| Sphenodillo | \| \| Sphenodillo agnostos \| \| \| \| \| \| Sphenodillo howensis \| \| \| \| |
|             | \| \| Sphenodillo agnostos \| \| \| \| \| \| Sphenodillo howensis \| \| \| \| |
|             | Sphenodillo agnostos                                                          |
|             |                                                                               |
|             | Sphenodillo howensis                                                          |
|             |                                                                               |